# Atriplex recurva
Atriplex recurva là loài thực vật có hoa thuộc họ Dền. Loài này được d'Urv. mô tả khoa học đầu tiên năm 1822.